# Parodi's thraupis
Parodi's thraupis (Kleinothraupis parodii synoniem: Hemispingus parodii) is een zangvogel uit de familie Thraupidae (tangaren).

## Verspreiding en leefgebied
Deze soort is endemisch in zuidoostelijk Peru.